# Верхній Ульхун
Верхній Ульху́н (рос. Верхний Ульхун) — село у складі Киринського району Забайкальського краю, Росія. Адміністративний центр Верхньо-Ульхунського сільського поселення.

## Населення
Населення — 818 осіб (2010; 1127 у 2002).
Національний склад (станом на 2002 рік):
- росіяни — 99 %